# Шильда (Бранденбург)
Шильда (нем. Schilda) — община в Германии, в земле Бранденбург.
Входит в состав района Эльба-Эльстер. Подчиняется управлению Эльстерланд. Население составляет 490 человек (на 31 декабря 2010 года). Занимает площадь 8,71 км².
| Год  | Население |
| ---- | --------- |
| 2005 | 569       |
| 2010 | 513       |

## Галерея

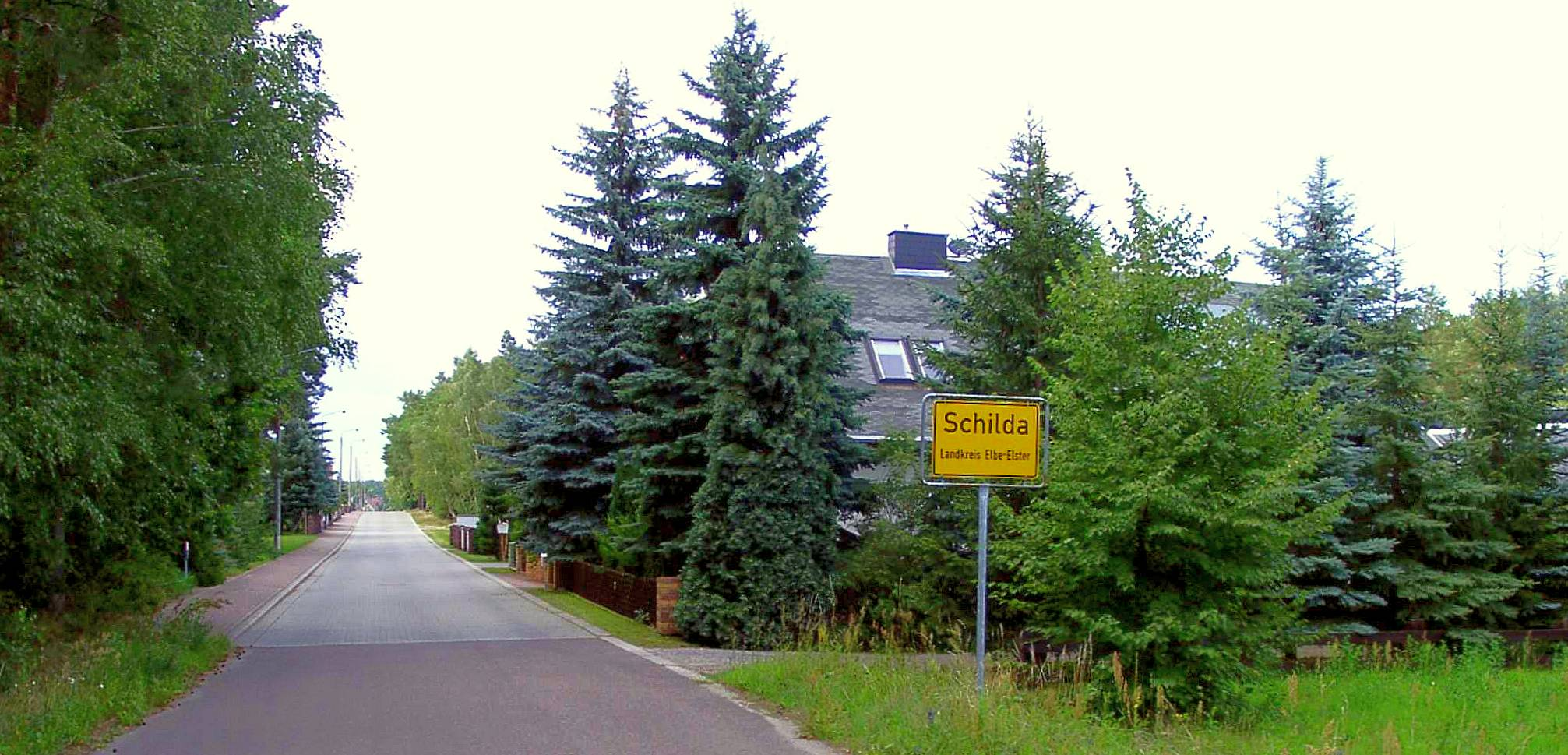
Ortseingang aus Richtung Wildgrube
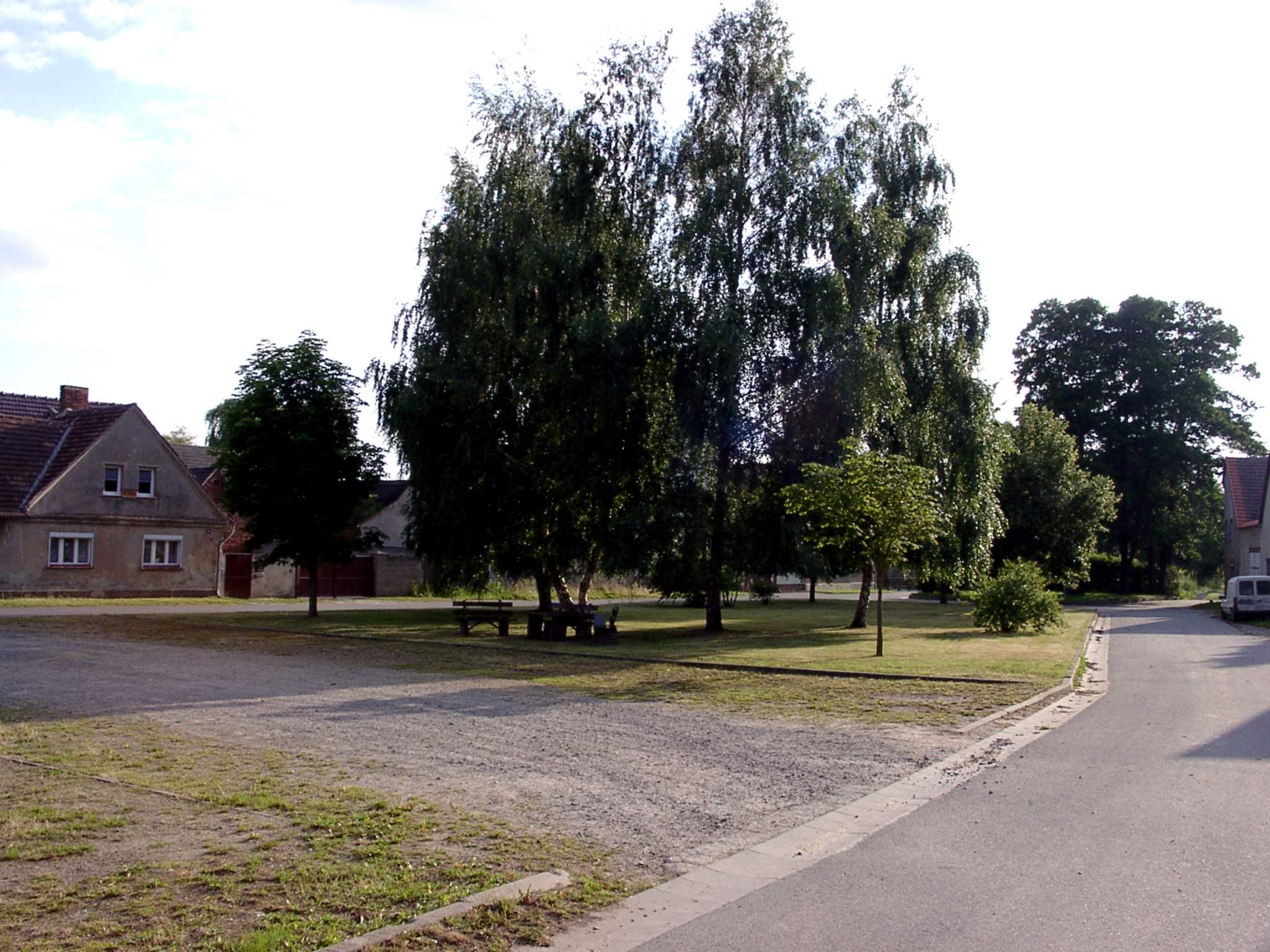
Dorfanger
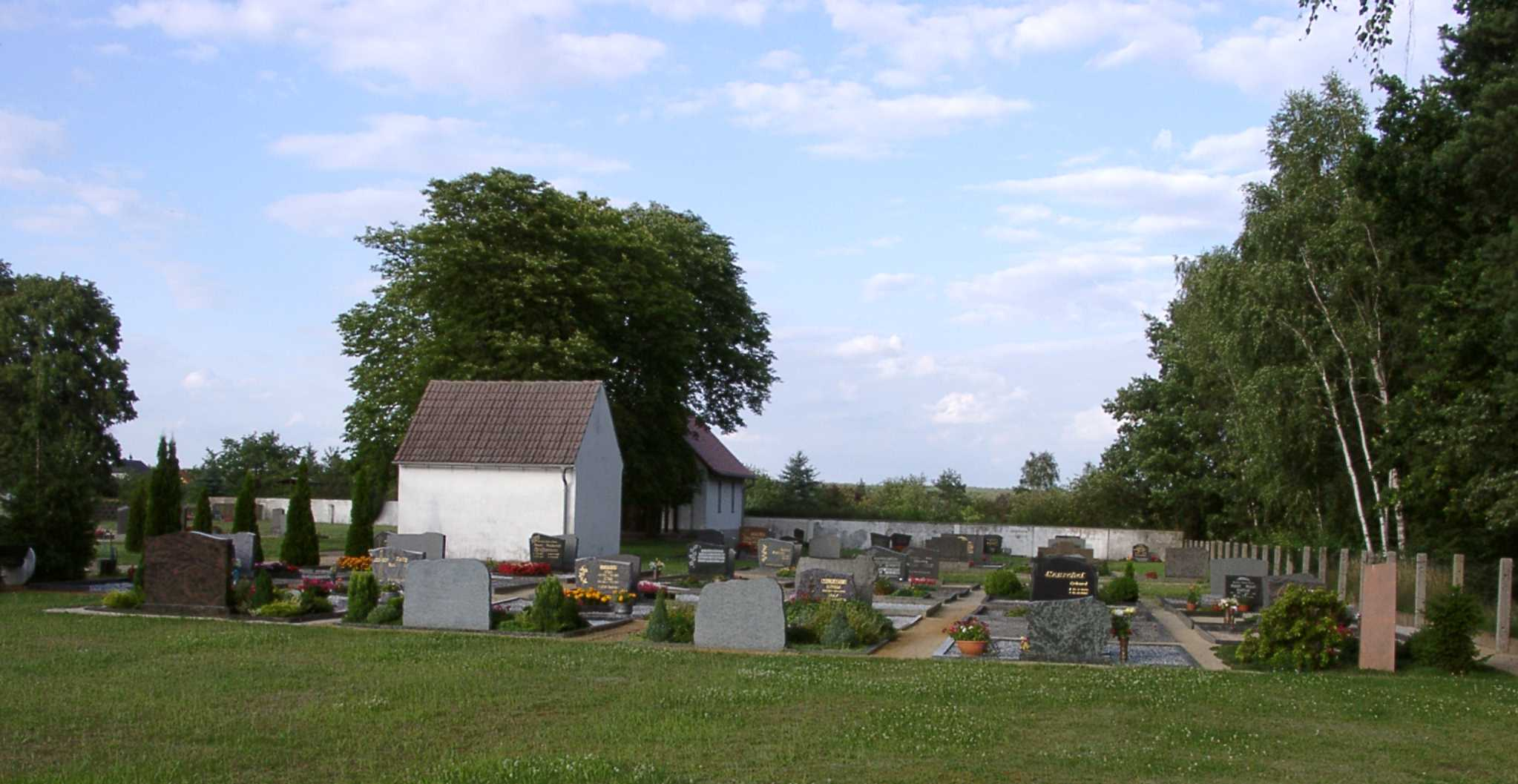
Friedhof
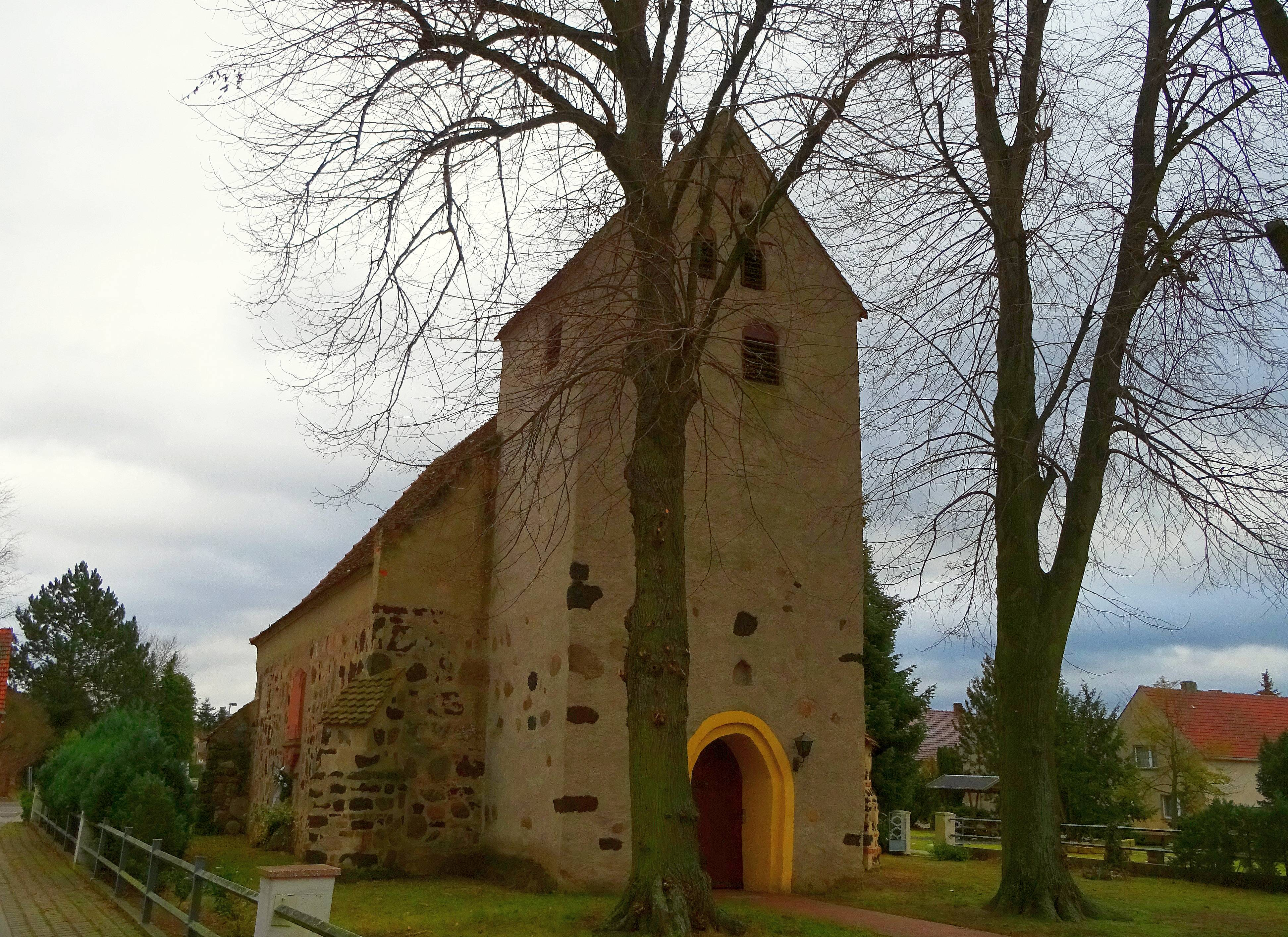
Dorfkirche Schilda
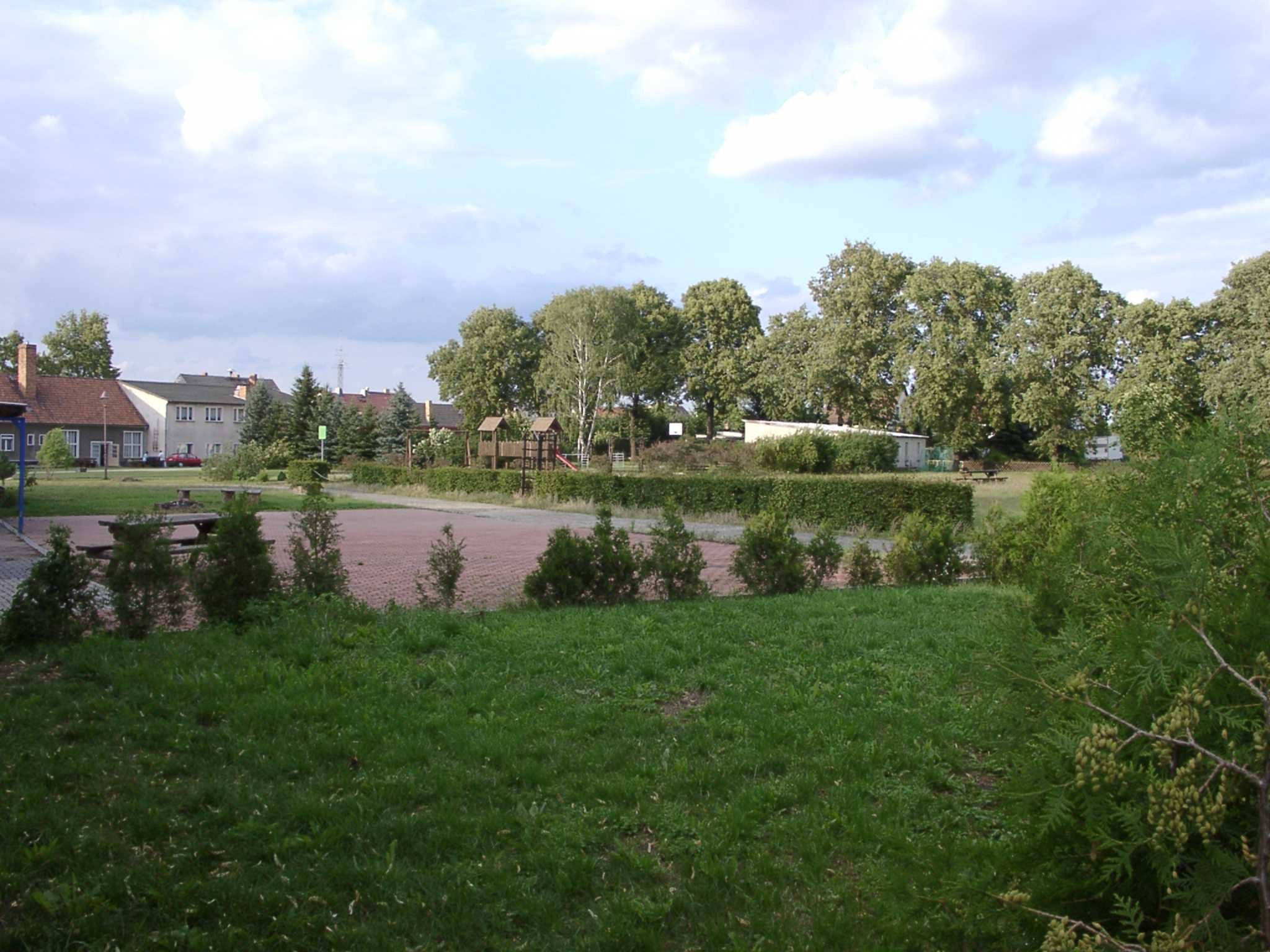
Festplatz
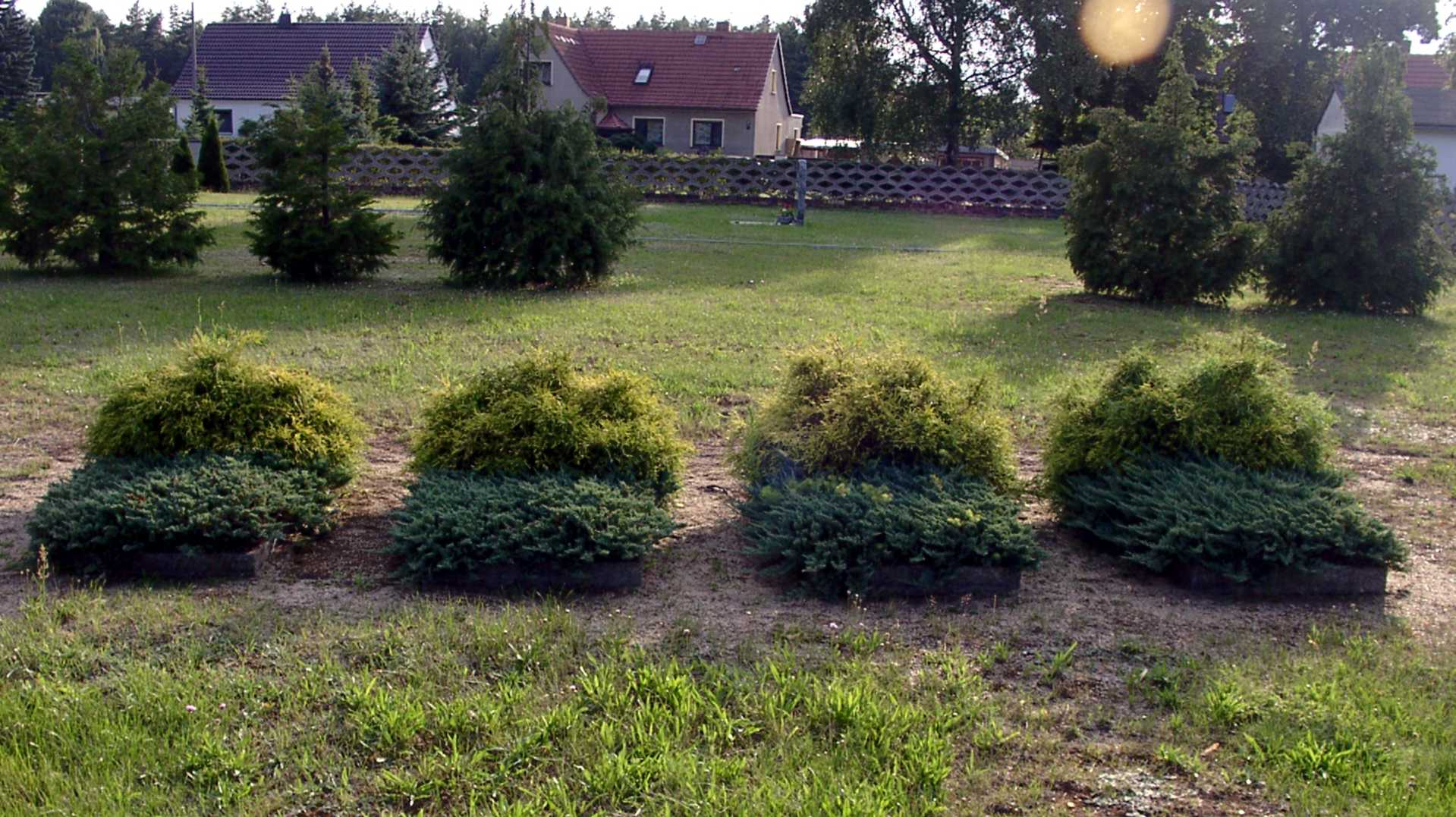
Gräber jüdischer Bürger, die die Grausamkeiten des Verlorenen Zuges nicht überlebten